# داز
داز یا نخل پاکوتاه ایرانی (نام علمی: Nannorrhops ritchiana) از درختان بومی ایران و جنوب غربی آسیا است. در گویش محلی به گیاه نر آن پورک و به پایه ماده آن داز می‌گویند. به داز در افغانستان مرز گفته می‌شود.
زمان گلدهی این گونه گیاهی اسفند و فروردین ماه است و رسیدن میوه‌ها از شهریور تا آبان ماه هر سال است. نخل وحشی یکبار در طول سال در فصل تابستان میوه می‌دهد، میوه اش ظاهری شبیه میوه درخت کنار وحشی دارد که به اسم ˈکونلˈ معروف و بسیار شیرین است.
تمام قسمت‌های درختچه داز مورد استفاده قرار می‌گیرد ولی کاربردی‌ترین قسمت آن برگ درخت است زیرا از آن استفاده‌های فراوانی همچون ماده اولیه صنایع دستی می‌شود.
شیره میوه داز نیز مصرف خوراکی و دارویی دارد و هسته درخت نیز هنگامی که کاملاً می‌رسد به رنگ قهوه‌ای تیره و بسیار سخت است که با تراش سطح آن رنگ سفید داخل هسته نمایان و در این صورت بسیار رنگ‌پذیر می‌شود.

## خصوصیات گیاه‌شناسی درختچه داز
گیاه داز، نخلی درختچه مانند و پاکوتاه، با چندین ساقه فرعی و یک تنه اصلی است. ساقه‌ها به کندی رشد کرده و اغلب رشدشان به‌طور همزمان می‌باشد. این ساقه‌ها به یک تا دو متر طول می‌رسند. این نخل از جمله نخل‌های بادبزنی به‌شمار می‌آید که دارای برگ‌های طویل، دمبرگ‌هایی بدون خار و برگچه‌هایی که شکل بادبزن را ایجاد می‌کنند، می‌باشد. هر برگ دارای ۲۰ تا ۳۰ برگچه به طول ۱۲ تا ۳۰ سانتیمتر است. رنگ برگ‌ها به رنگ سبز مایل به زرد، سبز – آبی تا سبز – خاکستری است.
گل‌ها در گل آذین‌های خوشه ای، طویل به طول بیش از ۳ متر و در انتهای ساقه‌ها ظاهر خواهند شد. این گیاه معمولاً دوپایه بوده که گل‌های نر و ماده به صورت جدا از هم و روی پایه‌های جداگانه ای تشکیل می‌شوند. میوه‌ها به رنگ قهوه ای و از نوع شفت می‌باشند. ساقه‌های فرعی این گیاه مونوکارپیک هستند. بدین معنی که این ساقه‌ها پس از گلدهی از بین خواهند رفت. در این صورت گیاه رشد خود را با تولید جوانه‌های ساقه ای جدید و تولید ساقه‌های گلدهنده جدید ادامه می‌دهد.

## شرایط محیط رشد درختچه داز
این گیاه یکی از انواع نخل‌های مقاوم به سرما می‌باشد که می‌تواند دمای تا کمتر از منفی ۱۲ درجه سانتیگراد را تحمل کند، اگرچه برای رشد بهتر تابستان‌های بسیار گرم را ترجیح می‌دهد.
گیاه داز به صورت درختچه در بخش وسیعی از اراضی آبراهه ای استان‌های سیستان و بلوچستان تا هرمزگان پراکنش دارد. وسعت این جامعه گیاهی تنها در استان سیستان و بلوچستان به بالغ بر ۳۰۰۰۰۰ هکتار می‌رسد.

## کاربردهای درختچه داز
داز در ایرندگان، ایرافشان، سراوان، ایرانشهر، نیکشهر و بیشه‌های انبوه به‌ویژه در بستر رودخانه‌ها می‌روید. داز یکی از چهار هزار نوع نخل جهان است که برای تزئین به‌کار می‌رود. در مکران ایران داز چندین نوع است که مردم بومی آن را از برگ آن، استحکام و نوع آن را تشخیص می‌دهند. میوه درخت داز در شهریور ماه می‌رسد که به آن کونَل می‌گویند و دارای مزه‌ای شیرین و مانند خرمالو قدری گس می‌باشد.
از برگ این درخت وسایل و ابزار حصیری مختلفی در ۹۸ قلم تهیه می‌کنند، از جمله پَربُند که ریسمانی کلفت و محکم برای بالا رفتن از درختان خرما است.
چیلِک یا هُژبُر که به عنوان ریسمان از آن استفاده می‌کنند و کَتِل که ظرفی است برای جاسازی خرما با فشار و برای جلوگیری از کرم‌زدگی و نمازی که جانمازی حصیری است از دیگر فراورده‌های دازی هستند. دانه‌های گرد آن نیز در تهیه تسبیح استفاده می‌کنند.
گیاه داز در جنوب ایران از جهت استفاده آن در تولید پای‌افزار، سفره، ریسمان و … نیز در سطح محلی روستایی کاربرد دارد.